# 田原村 (京都府)
田原村（たわらむら）は、京都府綴喜郡にあった村。現在の宇治田原町の西部にあたる。

## 地理
- 河川：宇治川
- 山岳：大峰山、荒木山、御林山、艮山

## 歴史
- 1873年（明治6年）4月 - 上町村と下町村が合併して郷之口村が発足。
- 1874年（明治7年） - 贄田村・糠塚村・大道寺村・平岡村が合併して立川村が発足。
- 1875年（明治8年） - 老中村・符作村・名村・切林村が合併して南村が発足。
- 1889年（明治22年）4月1日 - 町村制の施行により、綴喜郡郷ノ口村・南村・荒木村および立川村の一部（贄田）・久世郡高尾村の区域をもって発足。
- 1956年（昭和31年）9月30日 - 宇治田原村と合併して宇治田原町が発足。同日田原村廃止。

## 行政

### 歴代村長[1]
| 代 | 氏名         | 就任年月日                 | 退任年月日                 | 備考                            |
| -- | ------------ | -------------------------- | -------------------------- | ------------------------------- |
| 1  | 橋本當直     | 1889年（明治22年）6月19日  | 1893年（明治26年）6月20日  |                                 |
| 2  | 上尾七郎兵衛 | 1893年（明治26年）8月3日   | 1895年（明治28年）4月9日   |                                 |
| 3  | 今西儀太郎   | 1895年（明治28年）5月7日   | 1899年（明治32年）5月6日   |                                 |
| 4  | 上尾七郎兵衛 | 1899年（明治32年）5月12日  | 1902年（明治35年）3月      |                                 |
| 5  | 奥村宗三郎   | 1902年（明治35年）4月9日   | 1902年（明治35年）9月29日  |                                 |
| 6  | 大辻善一     | 1902年（明治35年）10月8日  | 1909年（明治42年）3月20日  |                                 |
| 7  | 奥村宗三郎   | 1909年（明治42年）3月23日  | 1909年（明治42年）10月30日 |                                 |
| 8  | 大辻善一     | 1909年（明治42年）11月5日  | 1913年（大正2年）11月23日  |                                 |
| 9  | 住田利一郎   | 1913年（大正2年）11月29日  | 1915年（大正4年）6月30日   |                                 |
| 10 | 西川孝之助   | 1915年（大正4年）7月4日    | 1916年（大正5年）3月25日   |                                 |
| 11 | 大辻善一     | 1916年（大正5年）3月29日   | 1919年（大正8年）3月20日   |                                 |
| 12 | 西川孝之助   | 1919年（大正8年）3月24日   | 1920年（大正9年）9月10日   |                                 |
| 13 | 加美種次郎   | 1920年（大正9年）9月10日   | 1921年（大正10年）6月20日  |                                 |
| 14 | 堀口弥一郎   | 1921年（大正10年）7月1日   | 1921年（大正10年）9月14日  |                                 |
| 15 | 西川孝之助   | 1921年（大正10年）10月1日  | 1923年（大正12年）4月26日  |                                 |
| 16 | 垣内吉太郎   | 1923年（大正12年）5月9日   | 1927年（昭和2年）5月8日    |                                 |
| 17 | 垣内伊太郎   | 1927年（昭和2年）5月12日   | 1930年（昭和5年）9月20日   |                                 |
| 18 | 西川孝之助   | 1930年（昭和5年）10月5日   | 1931年（昭和6年）3月1日    |                                 |
| 19 | 今西義一     | 1931年（昭和6年）3月7日    | 1935年（昭和10年）3月6日   |                                 |
| 19 | 新井栄次郎   | 1935年（昭和10年）3月15日  | 1939年（昭和14年）3月14日  |                                 |
| 20 | 奥田光賢     | 1939年（昭和14年）3月26日  | 1940年（昭和15年）8月22日  |                                 |
| 21 | 新井栄次郎   | 1940年（昭和15年）9月1日   | 1942年（昭和17年）7月30日  |                                 |
| 22 | 奥田善一郎   | 1942年（昭和17年）8月1日   | 1944年（昭和19年）4月25日  |                                 |
| 23 | 住田利夫     | 1944年（昭和1年）4月26日   | 1945年（昭和20年）4月30日  |                                 |
| 24 | 潮見久右衛門 | 1945年（昭和20年）5月8日   | 1946年（昭和21年）12月2日  |                                 |
| 25 | 矢野芳造     | 1947年（昭和22年）4月5日   | 1952年（昭和27年）9月20日  | 公選、のちの 第二代宇治田原町長 |
| 26 | 住田利夫     | 1952年（昭和27年）10月16日 | 1955年（昭和30年）12月2日  | 公選                            |
| 27 | 谷口宗三郎   | 1955年（昭和30年）12月20日 | 1956年（昭和31年）8月26日  | 公選、のちの 初代宇治田原町長   |

## 施設
- 郷ノ口郵便局

## 教育

### 小学校
- 田原村立田原小学校 - 1873年（明治6年）9月27日維孝館荒木小学校として荒木村山瀧寺跡大御堂（現在の中央公民館跡地付近）に創立。当初は上町村、下町村、老中村、符作村、名村、切林村、荒木村、贄田村、糠塚村、大道寺村、平岡村、岩本村、長山村、禅定寺村、湯屋谷村、川上村、宮村、栢村、茶屋村の宇治田原郷19村を学区とする。1875年（明治8年）から1877年（明治10年）にかけて、克明館奥山田小学校、篤信館湯屋谷小学校、循誘館禅定寺小学校、彰善館南小学校を分離。1887年（明治20年）7月岩山尋常小学校（現・宇治田原小学校）と学区を分離し、郷之口村、南村、荒木村の3村を学区として郷之口尋常小学校と改称し、郷之口村字本町へ移転。1893年（明治26年）4月田原尋常小学校に校名変更、12月大字郷之口小字中林7の現在地に移転。1903年（明治36年）4月高等科を併置し、田原尋常高等小学校となる。1941年（昭和16年）維孝館国民学校を経て、1947年（昭和22年）4月田原村立田原小学校と改称。

#### 廃校
- 郷之口尋常小学校高尾分校 - 1873年（明治6年）久世郡高尾村立高尾小学校として創立。1889年（明治22年）4月郷之口尋常小学校高尾分校（大字高尾字北坂16）となり、1903年（明治36年）3月末廃止。

- 郷之口尋常小学校荒木分校 - 1887年（明治20年）7月郷之口尋常小学校荒木分校として元の維孝館荒木小学校の地に設置され、1893年（明治26年）3月末廃止。
- 郷之口尋常小学校南分校 - 1877年（明治10年）8月彰善館南小学校として南村字溝尻8（現在の南公民館の地）に創立。1887年（明治20年）7月郷之口尋常小学校南分校となり、1893年（明治26年）3月末廃止。校舎は田原尋常小学校へ移築。

### 中学校
- 宇治田原村田原村学校組合立維孝館中学校 - 宇治田原村大字岩山に所在。1947年（昭和22年）4月30日創立。

## 交通

### 道路
- 主要地方道枚方水口線
- 主要地方道宇治瀬田線